# Valérie-Catherine Richez
Pour les articles homonymes, voir Richez.
Valérie-Catherine Richez, née le 21 août 1947 à Paris,, est une peintre et poète française.
Après avoir longtemps gagné sa vie dans l'édition avec de nombreux travaux de « nègre » et d'illustration, elle a commencé à publier sous son propre nom en 1993, après avoir créé la revue de poésie Tout est suspect en 1985, et fait partie du comité de rédaction de la revue littéraire L'Autre au début des années 1990.

## Publications
- Précipités, Éditions Isabelle Sauvage, 2014
- La Vitesse du sang, L'Atelier des Brisants, 2005
- L'Étoile enterrée, Virgile, 2004
- Corps secrets, L'Atelier des Brisants, 2002
- Des yeux de nuit, Arfuyen, 2001
- Echappées, L'Improviste, 2000
- Lieux de rien, Unes, 1998
- Petite âme, Unes, 1998
- Faits d'ombre, Fata Morgana, 1993